# Präriehundarna
Präriehundarna är Jonas Gardells tredje roman och när den gavs ut 1987 vann Gardell sin stora kulturstatus.
Boken handlar om ensamhet och missnöje, skildrat på ett mörkt komiskt sätt.